# シルヴィオ・ベルルスコーニ
シルヴィオ・ベルルスコーニ（イタリア語: Silvio Berlusconi、イタリア語発音: [ˈsilvjo berluˈskoːni] ( 音声ファイル)、1936年9月29日 - 2023年6月12日）は、イタリアの政治家、実業家。
建設業およびメディア経営で成功を収めた実業家で約78億ドル（世界第118位）の総資産を持つ世界有数の資産家として知られる。また企業経営から政治家に転身してタンジェントポリ後の政界再編で頭角を現し、首相（閣僚評議会議長）を4期（第50・56・57・59代）務めている。労働騎士勲章を1977年に授与されており、支持者からはイル・カヴァリエーレ（Il Cavaliere, 騎士）と呼ばれる。
スポーツ界においてサッカーに情熱を注ぎ、母国の名門クラブ・ACミランのオーナー兼会長を長きにわたり務めた。就任当初に低迷していたチームを立て直し、1990年代に黄金期を迎え世界屈指の強豪クラブに昇華させている。

## 概要
ベルルスコーニは元々は実業家であり、戦後イタリアで1960年代から1980年代にかけて建設業と放送事業で財を成した企業家であった。特に後者については「イタリアのメディア王」と呼ばれるほどの権勢を誇り、国内の民放局を殆ど独占しているとされている。またこの頃、反共団体で多くのテロリズムにも関わった「ロッジP2」の会員となっている。
90年代から始まったタンジェントポリ後の政界再編ではフォルツァ・イタリアを結党、有力政治家として冷戦後の政界を主導した。ベルルスコーニ政権はファシスト政権の独裁者ベニート・ムッソリーニ、および1900年代前半に5期にわたり王国宰相を務めたジョヴァンニ・ジョリッティに次ぐ長期政権をイタリア政界で樹立した。それ以前は共和制移行後、最初に首相となったアルチーデ・デ・ガスペリが戦後イタリアにおける長期政権として知られていたが、ベルルスコーニの首相在職期間はガスペリを上回っている。
政界再編の混乱で一挙に政権を獲得したが短命に終わった第一次政権（1994年-1995年）、政権奪還後の第二次政権（2001年-2006年）、そして二大政党制を迎えての第三次政権（2008年-2011年）と三度の政権での首相経験年は9年を超える。また、サミットを議長国首脳として3回主催した唯一の首脳でもある。
ベルルスコーニは自らの事業の一角を占める新聞・テレビ・インターネットなどを通じて有利な政治活動を行っているとしばしば非難を受けている。また首相としての権限を使用してメディア統制を進めたともされており、DDL intercettazioni（通信傍受法）可決に反対してイタリア語版ウィキペディアが一時更新を停止する事件が起こっている。汚職疑惑、性的スキャンダルなどの問題行為も取り沙汰されている。

## 経歴

### 生い立ち
1936年に、王政時代のイタリア王国ロンバルディア州ミラノ市のイゾラ・ガリバルディで、中流家庭のルイジ・ベルルスコーニ (Luigi Berlusconi) とローザ・ボッシ (Rosa Bossi) との間の長男として生まれた。兄弟姉妹にパオロ・ベルルスコーニ、フランチェスカ・ベルルスコーニらがいるとされている。父親は小学生の時にパペット劇団を結成して収入を得るなど、子供のころから商才は際立っていた。母親はピレリの役員秘書を務め、また父親はその後ラジーニ銀行の取締役になった。
サレジオ会系の寄宿学校「リチェオ・サンタブロージオ」在学中に第二次世界大戦と王政廃止を経験している。卒業後にミラノ大学で法律学を学び、広告業における法律を専攻分野にして1961年に卒業資格を得ている。学校での成績は「優等」として記録されているが、一方で徴兵制であった当時のイタリアで兵役義務を回避したとのスキャンダルが報道された事もある。在学中は音楽に熱中しており、コントラバス奏者のコミュニティに参加していた。このグループでの友人知人は後にベルルスコーニの事業に関わる人脈となっている。現在でも音楽に対する嗜好は変わらず、自身が保有するサッカークラブACミランの応援詩を自ら作曲したりしていた。

### 企業家として
大学在学中より、父親が勤務する銀行の顧客であるピエトロ・カナーリが経営する建設会社で働いていたが、大学卒業後に独立する。まずは大戦後のマーシャルプランによる復興を経て経済成長が進むイタリアで、父親が勤務するラジーニ銀行とカナーリからの融資を受けて複数の建設会社を設立、人口増による住宅事業を請負って会社を成長させた。
特に再建が進むミラノ市で住宅供給計画「ミラノ・ドゥーエ」を発表、隣接するセグラーテ市をミラノ市のベッドタウンとするべく新たに1万500棟のアパートを建設した。「ミラノ・ドゥーエ」計画は大成功に終わり、膨大な住宅地を販売したベルルスコーニの建設会社は飛躍的な成長を遂げる。
しかし、当初立ち上げた複数の建設会社では代表には就任せず、常に縁戚の者を形だけの代表に据えているうえに、その後も長年自分が代表に就任することはなかった。さらに父親が取締役を務め、自らも多額の融資を受けたラジーニ銀行は、サルヴァトーレ・リイナやベルナルド・プロベンツァーノらのマフィアが多額の預金をしていることが当局の調査により明らかになっていることから、マフィアのマネーロンダリングに関係していたのではないかという疑惑を持たれている。
なお、1965年に最初の妻となるカーラ・エルビアと結婚、長女マリアと長男ピエル・シルヴィオを儲けた。建設業界での成功を足がかりに今度は成長しつつあったメディア業界への事業進出に意欲を見せる。1973年、ベルルスコーニは地元ミラノにケーブルテレビ局「テレミラノ」を開局する。当初は小規模なローカル放送であったが、建設業で得た資金を投じる形で幾つかの放送局を購入して会社組織を整え、1977年に地上波放送の免許を取得してより幅広い層に番組を放送する。1978年、所有する複数の企業を統合してフィニンベスト社を設立、建設業とメディア業の事業管理を一本化した。
建設業での成長に加えて「テレミラノ」も有力な地方放送局として収益を上げていくようになり、1983年までの5年間にフィニンベスト社が公表した収益は1130億リラであった。娯楽産業を新たな柱とすべく1980年代はメディア面を強化する事に熱意を注ぎ、「テレミラノ」のような地方放送局を次々とフィニンベスト社の放送部門「メディアセット」の傘下におさめて独自の全国放送ネットワークを確立した。これは全国放送権は国営放送（RAI）のみが保持するとしたイタリア共和国憲法への明確な違反行為であったが、ベルルスコーニは意に介する事もなく事業拡大を続けて「カナーレ5」「イタリア1」「レーテ4」などの大手民放局すら子会社とした。
独自の全国放送網、大手民放局の相次ぐ子会社化によって彼は建設業界の寵児から転じて「イタリアのメディア王」として知られるようになった。1984年10月16日に裁判所が全国放送権に関する違反から放送停止命令を出すが、政界への働きかけによって10月20日にイタリア社会党書記長であったベッティーノ・クラクシ首相から民放として初めて全国放送を許可され、メディア方面での事業は磐石となった。西ドイツやフランス、スペインなど周辺国の放送局への買収も進めており、スペインのテレシンコ社は同国の三大民放の一つに成長している。

### 政界進出

#### 第一次・第二次政権
ベルルスコーニの台頭は冷戦終結直後の1992年から始まった大規模な汚職事件捜査、およびそれに関連する既存政党の崩壊による政界再編（タンジェントポリ）によって始まった。

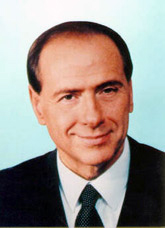
フォルツァ・イタリア結党の頃（1994年）

ベルルスコーニは実業家としての豊富な資金力と人脈を背景に新政党「フォルツァ・イタリア」を結成、政界再編で極めて重要な役割を果たした。彼は自由主義・資本主義・保守主義・キリスト教民主主義などをスローガンに掲げて、中道右派系の議員を糾合する事に成功した。フォルツァ・イタリアは同じく再編で台頭した極右政党「国民同盟」（旧共和ファシスト党）、地域政党の連合体「北部同盟」などと連立を組んで第一次ベルルスコーニ政権を樹立した。僅か数年で大物政治家たちを押し退けて首相になった事は大きな話題を集めたが、国民同盟と北部同盟の対立により政権は一年足らずで崩壊した。

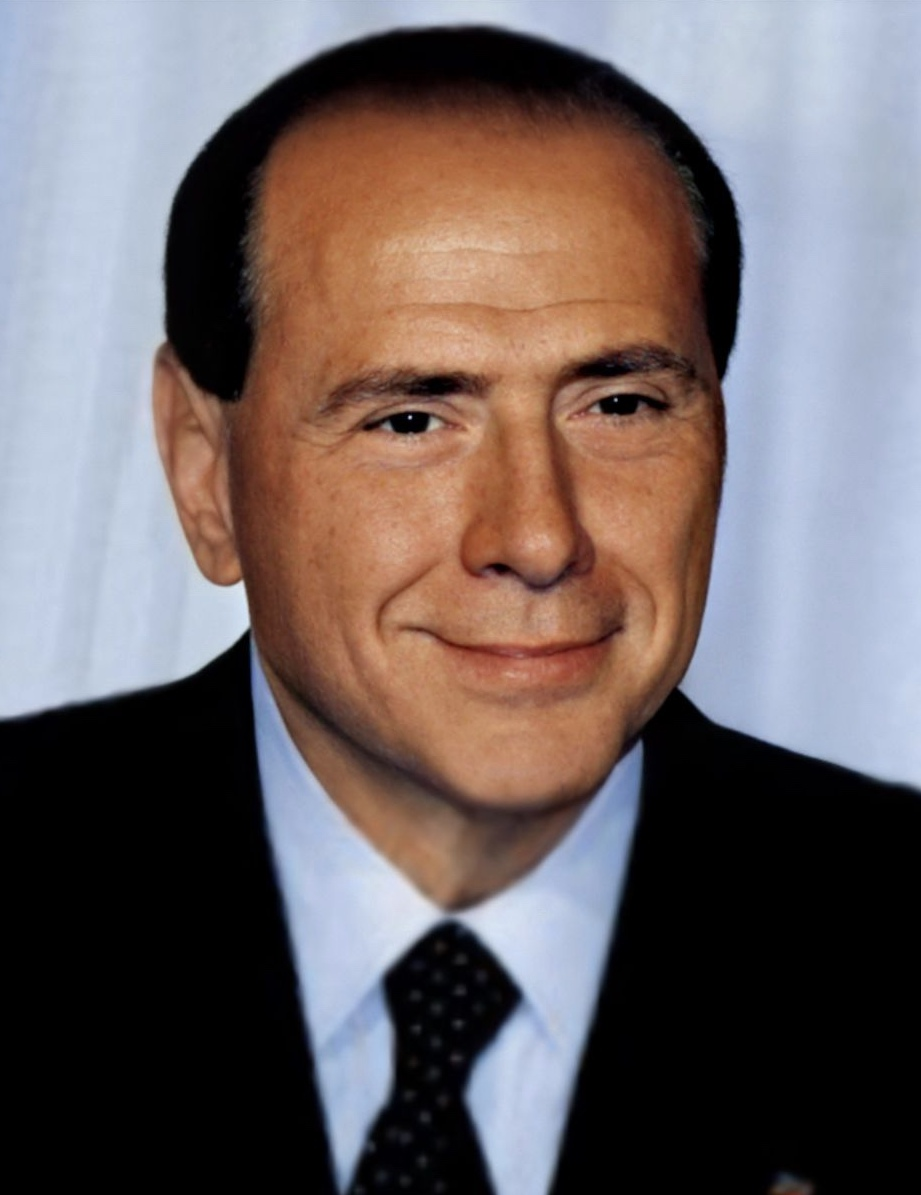
ACミランの会長時代（1996年）

1996年4月に臨時開催された首相選挙でベルルスコーニは再起を図ったものの存在感を発揮できず、逆に左派勢力を糾合したロマーノ・プローディに敗北した。しかしその後も野党勢力の一角として政権奪回への意欲は捨てず、2001年に入念な根回しの末に野党連合「自由の家」を結成して総選挙に勝利を収めた。二度の首相指名を含む第二次ベルルスコーニ政権は前回の反省を踏まえて連立政権内の権力バランスに注意を払い、5年間の長期政権を維持した。特に移民問題について強硬路線を採った事が連立政権で特徴的な行動であった。

#### 第三次・第四次政権

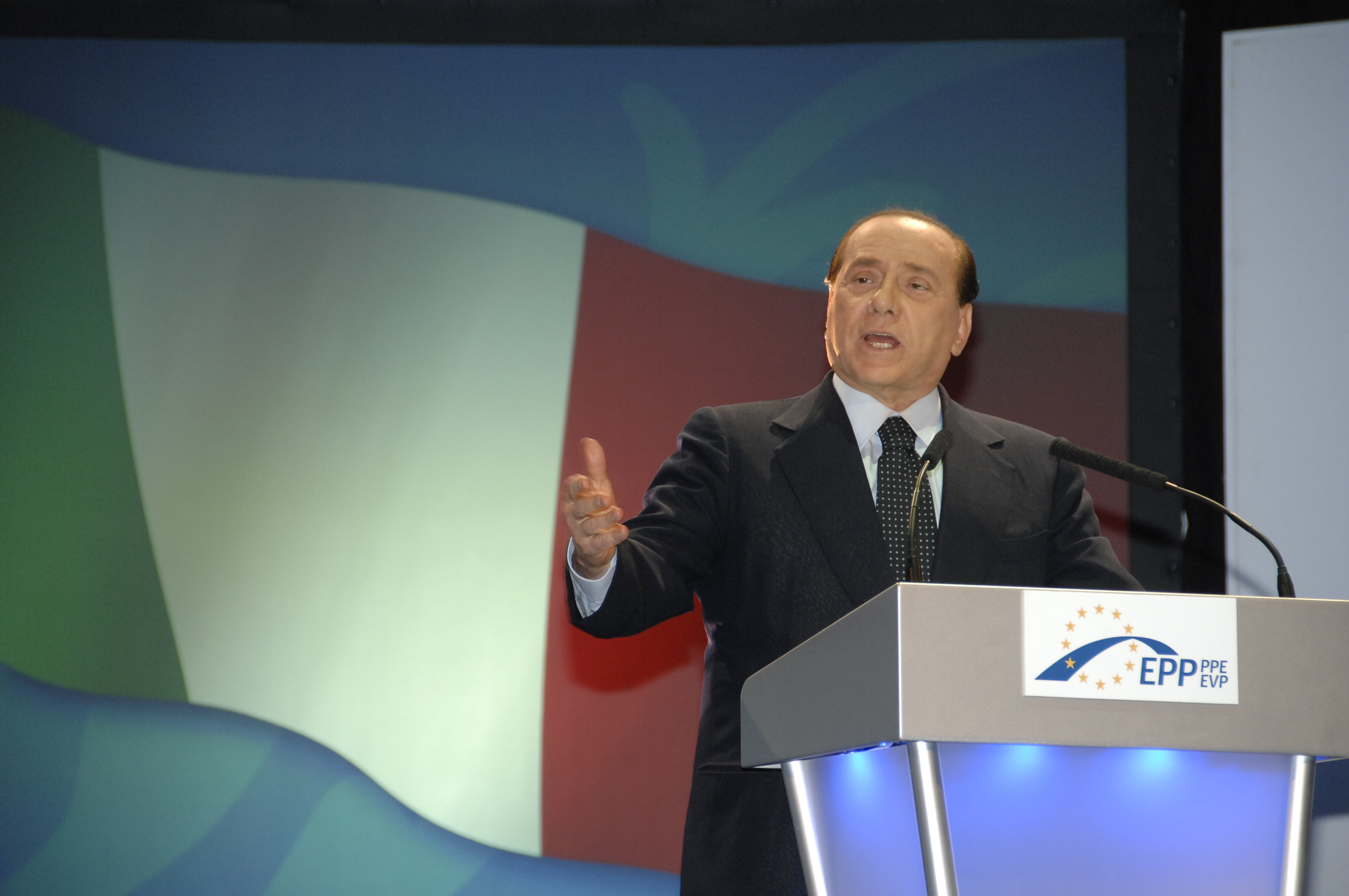
欧州人民党の党大会で来賓として演説するベルルスコーニ（2009年）

2006年4月の総選挙で左派連合を単独政党「イタリア民主党」に纏め上げたロマーノ・プローディに二度目の敗北を喫し、政権は終焉を迎えた。ベルルスコーニは単一政党となった反対勢力に対抗するべく、自らもフォルツァ・イタリアと国民同盟を母体とした大政党の結成を目論んだ。当初、これは周囲の支持を得られずに暗礁へ乗り上げていたが、国民同盟書記長ジャンフランコ・フィーニとの党首合意で状況を一転させた。かくして北部同盟を除く自由の家の構成政党は新党「自由の人民」（自由国民党）を結成して2008年に第三次ベルルスコーニ政権を樹立した。

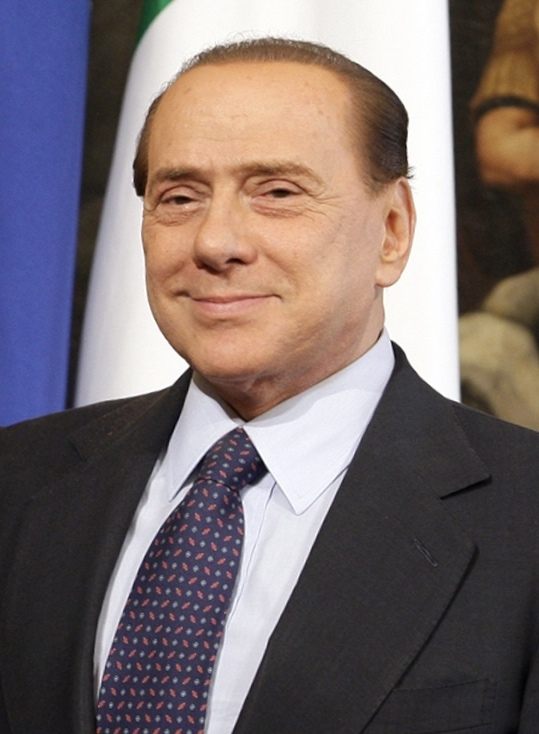
2010年

2010年、旧・国民同盟の書記長で政治的後継者と明言していたジャンフランコ・フィーニ下院議長が「イタリアのための未来と自由」（LFI）を分派して野党に転じた事で政権基盤が崩れる。2011年には自身の汚職に対する追及が本格化し、ミラノ地裁から未成年者売春罪と職権乱用罪で起訴された。更にギリシャ危機による欧州経済の不安定化によりギリシャ・ポルトガル・スペイン・フランスといった南欧諸国と並んでイタリアが経済不安に陥った。苦境に立たされたベルルスコーニは欧州連合に公約した国家財政緊縮（健全化）法案のイタリア議会下院可決後に退陣すると発表、同時に政界引退を表明した。
退陣後は挙国一致内閣として経済学者など実務の専門家を中心としたマリオ・モンティ政権が成立、急速な緊縮財政や雇用制度の企業側に立った改革などが実施された。モンティ改革は欧州連合からは高く評価を受けたが、痛みを受ける側である国民の中流層・下流層からは次第に「改革疲れ」が見受けられるようになっていった。

#### 国政復帰
2012年12月8日、こうした状況下を見てベルルスコーニは前言を翻して2013年に実施される総選挙への出馬を表明し、「改革の終了」をスローガンに掲げて戦う事を宣言した。国民の間ではベルルスコーニの無責任な政治行動への反感以上にモンティ政権に対する不満が積み重なっていたため、支持率調査では予想以上の追い上げを見せた。同時期に同じく反モンティを掲げて設立された五つ星運動が若年層を中心に支持を集めており、モンティ政権支持を表明した民主党を含めて二大政党時代から三大政党時代へと移り変わった。2012年12月17日、ジャンフランコ・フィーニと同じく元国民同盟派の議員であったイグナツィオ・ラ・ルッサ元国防相が「イタリアの同胞・国民中道右翼」（FdI-CN）を結党して離党するが、ベルルスコーニの要請で自由の人民との選挙連合には留まった。
総選挙で自由の人民は議席数こそ減らしたが第3党として大政党の地位を守り抜き、党の空中分解すら囁かれた退陣直後の予測からすれば大きく健闘する形となった。加えて先の五つ星運動（第2党）とモンティ改革支持を表明しているイタリア民主党（第1党）が仲違いしている点も有利に働き、ベルルスコーニは政治的影響力を回復させている。首相職と同じく任期中の免責が認められている大統領職への鞍替えを狙い、イタリア民主党に「対ポピュリズム（五つ星運動）」で右派・左派大連立を持ち掛けつつ、反モンティ改革で五つ星運動と連帯を図るなど積極的に揺さぶりを掛けた。また2度の退陣を自身に経験させた政治的宿敵であるロマーノ・プローディ元首相の大統領選出に反対する行動も見せた。
最終的に自身の大統領当選は成らなかったものの、イタリア民主党と自由の人民による大連立は実現し、側近を含めた自派議員を閣僚職に送り込む事に成功した。政府組織に影響力を維持した事で今後のベルルスコーニに対する免責問題が浮上する事はほぼ確実視されており、早くも自由の人民から選出された複数の大臣がベルルスコーニへの捜査を政治的策略とする政治大会や抗議デモを開催するなど、大連立政権への圧力が高まった。イタリア民主党側から選出されたエンリコ・レッタ首相は「閣僚が閣外の問題に関与すべきではない」と不快感を表明していた。

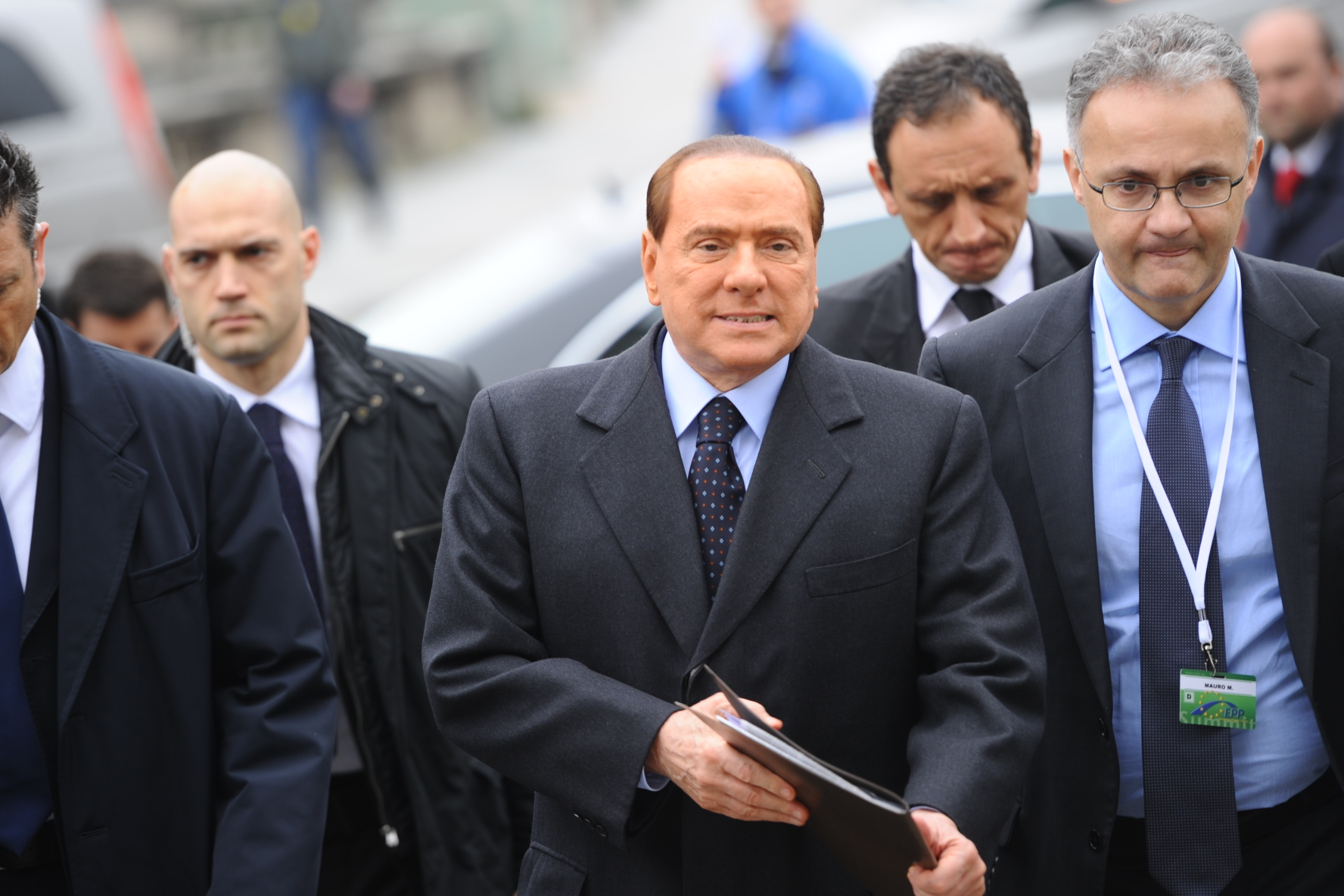
移動中のベルルスコーニ（2012年）

一方、政治的駆け引きと並行して懸案事項であるベルルスコーニへの捜査や裁判も進展しており、ナポリ地方検察局は捜査が継続されていた事件の一つである「ロマーノ・プロディ政権への陰謀疑惑」（議員買収疑惑）で一度却下された起訴を再申請した。またミラノ地方検察局は未成年者への買春疑惑についても立件を決定、ベルルスコーニに公職追放と禁固6年を求刑する方針を示した。また民事では2番目の妻となるヴェロニカ・ラリオとの離婚問題でそれまでの生活費の支払いを継続するように求めた妻側の要求が通り、月3億円超の支払いをミラノ地方裁判所に命じられた。ベルルスコーニが富豪という点から見れば支払いは可能であると見られるが、巨額の財産分与となる命令にベルルスコーニは控訴したが棄却され、示談交渉に入った。

#### 党内対立
上記の駆け引きと裁判の最中、首相時代に棚上げされていた刑事裁判の一つであるメディアセットでの脱税疑惑について、最高裁判所が禁固1年と2年間の公職追放を命じる判決を確定させる。禁固刑については高齢を理由とする社会奉仕活動への代替が認められており、また公職追放については慎重な運用が求められる点から最高裁判所での再審理が予定されるなど、当初はベルルスコーニにとってそれほど差し迫った事態とは考えられていなかった。
しかしタンジェントポリによる汚職追放を背景にした政界再編の際、政治改革の一環として成立した「反汚職法」の存在が命取りとなった。同法で「明確に汚職行為が認められた政治家は国会議席を剥奪される」と定めており、野党はおろか大連立政権内でも公職追放を待たずベルルスコーニを政界から追放すべきとする動きが広がっていった。元々、免責を求める策動に批判的だったレッタ首相がこの動きに乗じると、追い詰められたベルルスコーニは自党から選出した閣僚に辞任を命じた。表向きは「付加価値税の引き上げ反対に対する抗議」とされたが、免責に絡んだ政治行動である事は明らかだった。
9月28日、党首命令に従って自由の人民出身の閣僚5名が辞任を表明したが、形振り構わず党を私物化するベルルスコーニにこれまで免責運動を支持して来た党内でも不満が噴出した。辞任を受け入れた閣僚の一人で、ベルルスコーニの新たな後継者とされているアンジェリーノ・アルファノ副首相兼内務大臣は「ベルルスコーニ党首の政治思想は彼以外の人間によって引き継がれるべきだ」と述べた。一方、レッタ首相は閣僚辞任に怯まず、議会での信任を問うべく内閣信任投票を自ら上院・下院に提案した。また9月30日には上院でベルルスコーニに対する議員資格の剥奪勧告についても投票を行う事が決定された。
ここでも再びベルルスコーニは政党を私物化し、全所属議員に不信任へ投票するように党議拘束を行った。だが投票直前になってロベルト・フォルミゴーニ議員ら25名の上院議員が自由の人民からの離党を宣言、レッタ政権支持を表明する造反劇が発生した。フォルミゴーニ上院議員に追随して投票でレッタ政権支持に投票するとした議員は40名に上り、不信任案可決は不透明な状態になった。ベルルスコーニは自派抜きの内閣信任が可決して面目を失う展開を恐れ、投票日の10月2日に一転してレッタ首相支持を表明する屈辱を強いられた。投票では圧倒的多数で内閣信任が可決し、再組閣や解散総選挙などの巻き返しを狙っていたベルルスコーニの計画は頓挫した。
10月4日、上院で開かれた公聴会は予定通りベルルスコーニに対する議員資格の剥奪勧告についての投票を行う事を決定した。これによって上院本会議で議員資格の剥奪が審議される見通しとなった。追い打ちを掛けるようにナポリ地方検察局による議員買収疑惑も起訴が決定、他にミラノ地方検察局の買春疑惑についての裁判も継続していた。党内ではアンジェリーノ・アルファノ元副首相らを中心とする若手グループが創設者のベルルスコーニとその一派と距離を置き始め、先のフォルミゴーニ派の離脱に続く党内対立が表面化した。

#### 公職追放
一旦は回復していたベルルスコーニの政治的影響力は度重なる裁判、議員資格の剥奪勧告、党内の分裂などで急速に失われていった。政治基盤である自由の人民は既に旧国民同盟派の議員・党員が離脱しつつあったが、自らが結成した旧フォルツァ・イタリア派の議員まで離党の動きを見せつつあった。ベルルスコーニは自由の人民を解散してフォルツァ・イタリアを再結党する事を党執行部に提案し、党内での仕切り直しを図ろうとした。しかし党内の反対派はレッタ大連立政権への協力を条件に出し、依然として保身を第一に考える自身への不満が表面化する結末となった。
2013年11月15日、ローマで開かれる党大会を前に、ベルルスコーニとの交渉が物別れに終わったとしてアルファノ元副首相を中心とする反ベルルスコーニ派議員は院内会派「新中道右派」（NCD）を結成、党解散後の独自行動を伺わせた。2013年11月16日、自由の人民によるローマ党大会でベルルスコーニは党の解散と大連立政権からの離脱を宣言し、自身を支持する下院議員67名・上院議員62名と「フォルツァ・イタリア」（FI）を再結成した。これを受けて下院議員29名・上院議員30名からなる新中道右派は正式に会派から政党へ移行、かつて与党でもあった自由の人民はLFI、FdI-CN、NCD、FIの4政党に分裂した。
2013年11月26日、上院での来年度予算案について旧自由の人民系の諸政党は一致した行動を取らず、新中道右派が賛成票を投じて大連立政権への残留を示すのに対して、フォルツァ・イタリアは反対票を投じた。フォルツァ・イタリアの下院院内総務を務めるブルネッタ議員は「本日から我々は野党の立場となる」とコメントした。
2013年11月27日、予算案から一夜明けた上院で予定されていたベルルスコーニの議員資格剥奪に関する投票が行われ、賛成多数で可決された。これによってベルルスコーニは1994年の初当選以来、連続当選を続けて20年近く維持してきた議席を失い、議会から追放された。議会への再出馬も6年間は停止される見通しとなり、公職追放を巡る裁判や高齢である事なども考えればイタリア共和国議会への復帰は困難となった。議員失職の報道が流れるとイタリアの政治正常化を期待してか、欧州株式市場が上昇する事態となった。
しかし資産家としての地位も変わらず、フォルツァ・イタリアの党首職にも留まっているため、完全に政治生命を絶たれたわけではない。議事堂の周辺にあるベルルスコーニの自宅前には支持者達が押し寄せ、ベルルスコーニは支持者たちの声援に「（議員資格を奪われても）引退はしない」と政界引退を否定する演説を行った。欧州議会選への鞍替え出馬など復権に向けた計画を着々と進めるほか、長女マリナ・ベルルスコーニをフィニンヴェスト会長、次女バルバラ・ベルルスコーニをフィニンヴェスト取締役およびACミラン副CEO、長男ピエル・シルヴィオ・ベルルスコーニをメディアセット会長にそれぞれ就任させるなど、一族経営による家業の世襲を進めた。

#### 二度目の国政復帰

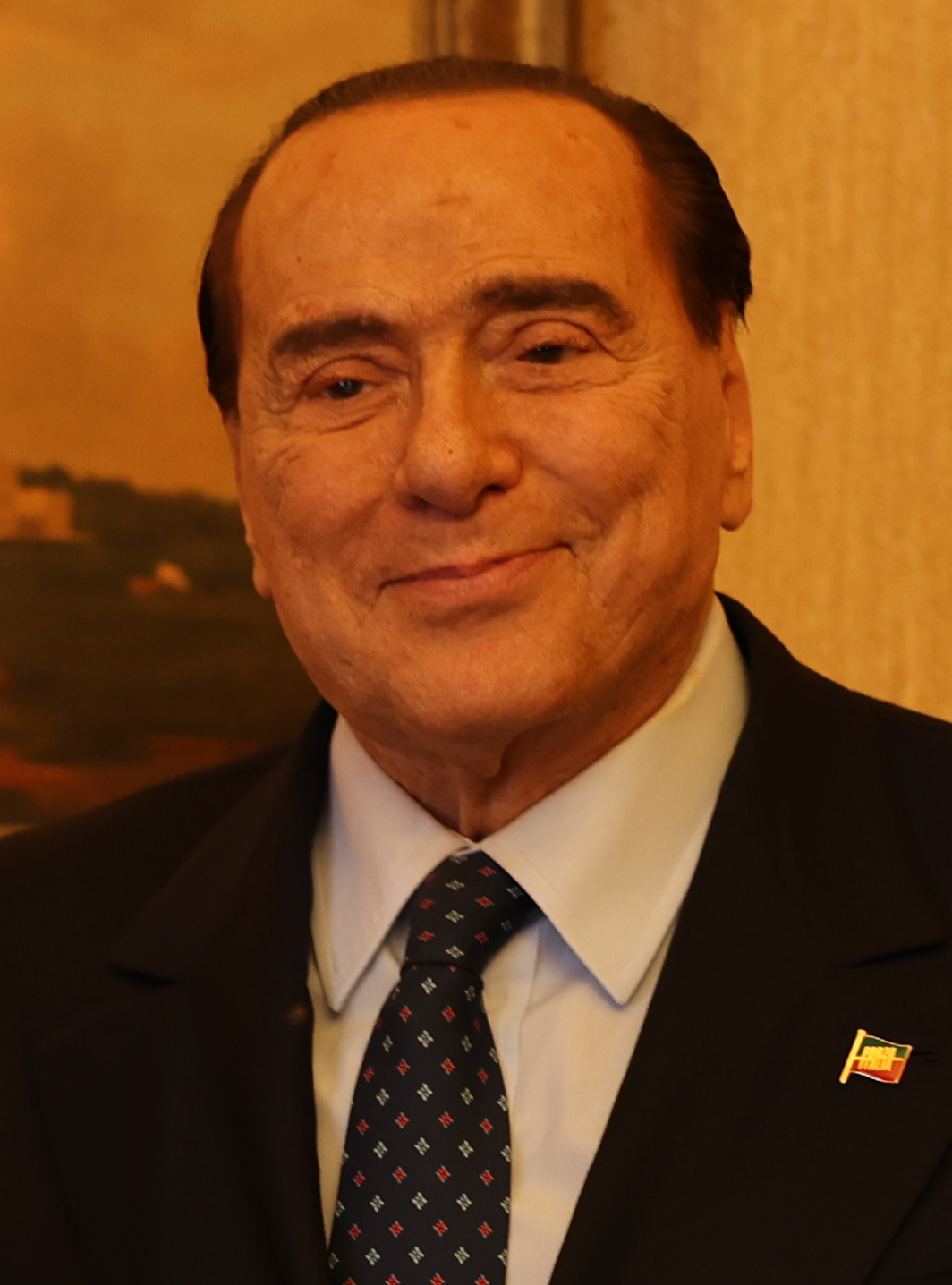
晩年時期のベルルスコーニ（2021年）

2014年、民主党内で左翼的な社民勢力から中道左派のリベラルに主導権が移ってマッテオ・レンツィ政権が成立、親EUの立場から緊縮政策を推進した。野党では左派ポピュリズムの五つ星運動に加えて北部同盟が右派ポピュリズムに転向、また極右政党のイタリアの同胞も勢力を伸ばしていた。左右でのポピュリズム・急進主義・反EUが広がる中、親EU派かつ中道右派であるフォルツァ・イタリアと民主党が再び接近した。これはベルルスコーニの政治的権力を回復させる事も意味したが、公職追放処分の関係から表立った行動は避けている。
2017年、高齢を理由とする禁固刑の代替としての社会奉仕活動を終え、脱税に関する刑期が終了した。反汚職法の規定によって公民権停止は2019年まで継続するが、禊を終えたとばかりに政治活動を活発化させている。同年に欧州人民党からの支援を取り付け、フォルツァ・イタリア所属のアントニオ・タイヤーニ欧州議会議員を欧州議会議長に選出させた。
2018年、総選挙ではフォルツァ・イタリア、同盟（北部同盟から党名を改称）、イタリアの同胞による「中道右派連合」を結成して選挙に臨んだ。レンツィ政権の評価を巡って分裂した左派や連立を拒否した五つ星運動を破って第1党派となったが、同盟が最大議席を獲得した事から右派連合内での主導権争いが起きた。また反EUで一致する同盟と五つ星運動によるポピュリズム連立構想にも強い警戒感を示し、ベルルスコーニはジュゼッペ・コンテ政権への閣外協力を拒否してフォルツァ・イタリアは野党となった。
2019年、正式に公民権停止処分が解除された事を受けて欧州議会選挙にフォルツァ・イタリアの候補として出馬、北西イタリア選挙区で欧州議会議員に当選した。
2022年4月、2022年ロシアのウクライナ侵攻を非難し、ロシアのプーチン大統領の行動に深く失望していると述べた。同年9月、ベルルスコーニはヴェネツィアで開催されたフォルツァ・イタリアの党大会でプーチンを擁護する別の声明を発表しており、この声明は、プーチンがロシア連邦共産党からウクライナ侵攻を迫られたというものだった。同年9月29日、86歳の誕生日に、ベルルスコーニ宛てにロシアのプーチンからウォッカ20本が贈られた。これに対し同年10月20日に欧州委員会がEUによって4月に合意した制裁にはロシア産品の輸入禁止の対象にウオッカなどが含まれたとし、贈り物も例外扱いにはならないと指摘した。

#### 死去
2023年5月に慢性白血病に関連する肺感染症の治療を終えたが、約3週間後の6月9日に緊急入院。12日、ミラノのサン・ラファエル病院で死去。86歳没。6月14日にミラノのドゥオーモ（ミラノ大聖堂）で国葬が営まれた。
7月15日、フォルツァ・イタリアは副党首のアントニオ・タイヤーニを後任の党首に選出した。タイヤーニは「我々の党首はベルルスコーニ氏だけ」として、党会合でトップの名称を「書記長」に変更するよう提案し、承認された。

## スキャンダル

### 疑惑一覧
ベルルスコーニは大規模汚職事件「タンジェントポリ」を契機に台頭したが、自身も政治家・事業家の双方で多数の疑惑を抱えている。代表的なものとして賄賂、脱税、不正経理、マフィアとの癒着などで捜査対象となっており、幾つかの疑惑では立件にまで到っている。しかし、在職中に可決させた首相免責法により、在任中は全ての刑事捜査を棚上げさせる事に成功した。それにより、事件の多くは証拠不十分により無罪となるか、長期政権である事による免責中に長期裁判となって時効が成立して取り下げられるなどして、首相離任後の2013年8月まで有罪確定を免れていた。自身は警察の捜査や民事訴訟を「政治的弾圧」と批判し、「そのような行為に立ち向かい続ける事が、国の司法制度をより公正にする」と主張している。また彼は「1994年から2006年にかけて私の支持基盤を失わせようと789名の判事が暗躍していた」という発言まで行っている。
ベルルスコーニのこうした汚職疑惑を資金力と政治力で回避し、それを政治弾圧への対処とする方向は広い批判を集めた。だが一方で強硬路線を支持する者も少なくなく、政治的盟友であるフランス大統領ニコラ・サルコジは熱心にベルルスコーニを擁護した。
2013年8月に最高裁はテレビ局グループ「メディアセット」が番組放映権購入に絡む脱税事件で禁錮4年（恩赦法で1年に減刑）とした下級審の判決を支持する判断を下し、有罪判決が確定し、同年11月に上院議員を失職した。後にニックネームの由来であったカヴァリエーレの称号を自ら返上する。
| 裁判の状態 | 裁判の状態         | 審理内容 |
| ---------- | ------------------ | --- |
| 不起訴処分 | 公訴時効           | - 裁判官の買収疑惑（モンダドーリ裁判） - ベッティーノ・クラクシ政権への賄賂疑惑（「イベリア人（All Iberian）」名義で230億リラを首相の個人口座に提供） - 不正経理疑惑（ACミラン）                                  |
| 不起訴処分 | 審理凍結           | - ロッジP2事件への関与疑惑 - 不動産関係の脱税疑惑 |
| 無罪       | 法律改正による無罪 | - ベッティーノ・クラクシ政権への賄賂疑惑（再捜査） - 不正経理疑惑（カンパニア電力に関する裁判） |
| 無罪       | 上記以外           | - 不正購入疑惑（カンパニア電力買収に関する裁判） - 財務捜査局への賄賂疑惑 - 不正経理疑惑（メドゥーサ映画社） - 裁判官の買収疑惑（カンパニア電力に関する裁判） - 不動産関係の不正会計疑惑 - 未成年少女との売春疑惑 |
| 保留       | 法律改正による保留 | - 財務報告書への虚偽記載（フィニンベスト） - 連結財務諸表への虚偽記載（フィニンベスト） |
| 保留       | 他の理由           | - 国営放送（RAI）の分割買収疑惑 - 1983年の麻薬密輸疑惑 - マフィアとの癒着疑惑 |
| 進行中     | 進行中             | - 弁護士デイブ・ミルズへの賄賂疑惑 - ロマーノ・プロディ政権への陰謀疑惑 |
| 有罪       | 有罪               | - 横領・脱税・不正会計疑惑（メディアセット） |

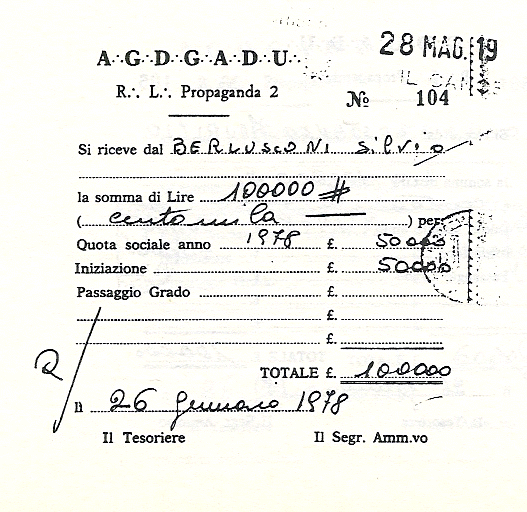
ロッジP2加入時の会費領収証

#### メディア利権
ベルルスコーニが企業買収をめぐる贈賄罪容疑で係争中であった2002年11月、議会は刑事訴訟法を改正して、進行中の裁判を被告の希望で別の裁判所に移す請求ができるようにし、上級裁判所がこの請求を審理するあいだ裁判は凍結されるとする法律（チラーミ法）を制定した。ベルルスコーニは同法により請求し、破毀院に却下された。そこで議会は2003年6月、大統領・首相・上下両院議長・憲法裁判所長官の五人に関して、在任中の刑事訴追を免がれ、係争中の裁判は凍結するという「免責特権・裁判凍結法」を新たに制定した。しかし憲法裁判所は、同法が憲法第3条のうたう法の下の平等に反するとして違憲判決を下した。2004年12月、議会は法務大臣に強権を与える司法制度改革法を改めて制定した。同法に対しては国中の法曹が終日ストを決行する事態となったので、カルロ・アツェリオ・チャンピ大統領は同法を有効化する署名をしなかった。そして再議を求めて両院に差し戻した。2004年末、ペルルスコーニの贈賄裁判は1件が時効、1件が無罪となった。2006年2月、議会は一審無罪の判決に対して検察の控訴を禁止する法改正を強行したが、憲法裁判所の違憲判決が下された。2007年ミラノでの控訴審でベルルスコーニへ再び無罪判決が出た。
ベルルスコーニの所有する民法三大ネットの収益総額は、テレビ独占禁止法で定めている限度を超えており、2003年末までにそのひとつを収益の薄い衛星放送に移行させる必要があった。そこで2003年12月、議会はメディア法（ガスパリ法）を制定したが、チャンピ大統領が署名せず両院に差し戻した。すぐにベルルスコーニ所有のテレビ局を保護するため緊急政令が出た。2004年4月、メディア改革法を強行採決した。ベルルスコーニは利権を守っただけでなく、イタリア放送協会に対する管理も強めた。

#### ロッジP2
1978年にベルルスコーニは、国民同盟の前身である極右政党「イタリア社会運動」（MSI）の幹部で、後にボローニャ駅爆破事件、ロベルト・カルヴィ暗殺事件の主犯格として逮捕されたリーチオ・ジェッリ代表が率いる秘密結社「ロッジP2」のメンバーであると公表された。「ロッジP2」は元々フリーメイソンの加盟組織の一つであったが、南アメリカ諸国の反共軍事政権への違法な武器輸出などを理由に1976年にフリーメイソンとしての承認を取り消され、以降はジェッリによる極右の秘密結社として秘密裏に機能していた。
さらに1981年3月、ジェッリが国家転覆罪などで逮捕された際に「ロッジP2」の会員一覧が押収されたことで、イタリアのみならずヨーロッパを震撼させる事実が明らかになった。「ロッジP2」のメンバーには第二次世界大戦後の王制廃止により亡命生活を余儀なくされていたサヴォイア家当主である最後の王太子ヴィットーリオ・エマヌエーレ、後にベルルスコーニ政権下で国防大臣を務めたアントニオ・マルティーノーを含む30名の軍高官、38人の国会議員、4人の現役閣僚、情報部員、実業家、大学教授などが含まれており、イタリア政界を揺るがす「P2事件」と呼ばれる大スキャンダルとなった。
メンバーであることが会費領収書や会員リスト、メンバーからの証言で明らかとなっているにもかかわらず、「上位組織の『イタリア大東社』に入会するつもりであった」、「『ロッジP2』の会員章が送られてきたが送り返した」などと言い「ロッジP2」のメンバーであることを否定した上に、その後は「入会したがジェッリとは2回しか会っていない」などと言い分を二転三転させたベルルスコーニを、裁判所は偽証罪で有罪と判決しているが、ベルルスコーニは首相時に可決させた首相免責法で裁判を凍結させている。またベルルスコーニ政権下の2007年にジェッリ元代表がロベルト・カルヴィ暗殺事件において無罪判決を勝ち取っており、これは「ベルルスコーニ政権が圧力を加えて無罪にさせた」と言われている。
また「ロッジP2」とジェッリ元代表は、ベルルスコーニが極右政党やマフィアとの人脈を構築することに大きく貢献しており、「政界における基盤を作った」とする論者もいる。その中には「ベルルスコーニ政権はイタリアにファシスト政権を再建しようとした『P2事件』の続きである」と主張する者もいる。

#### 性的スキャンダル

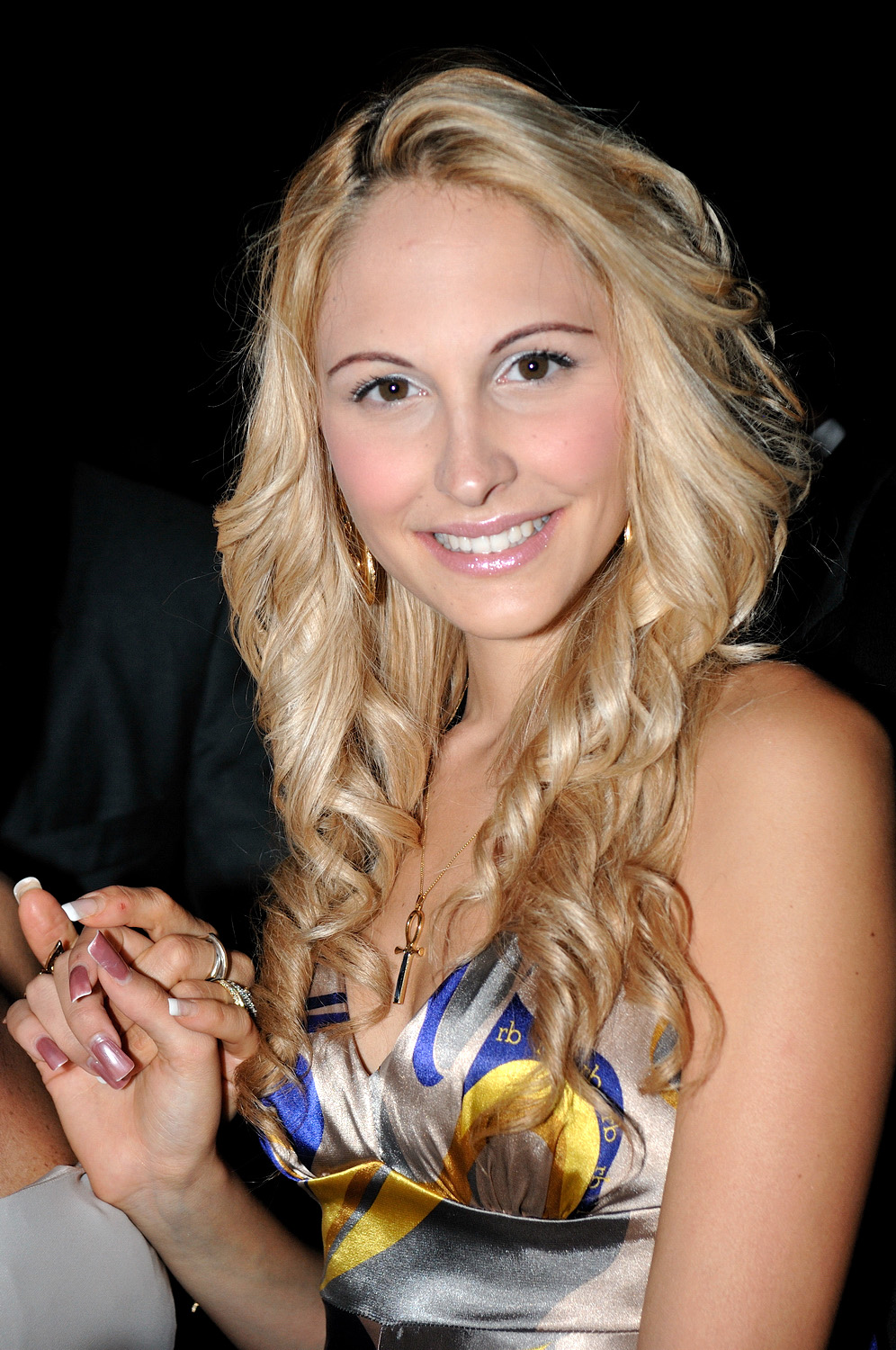
ノエミ・レティツィア

性的スキャンダルや性的発言、性差別発言が多いことでも知られ、度々マスコミなどで物議を醸しただけでなく、自身の離婚や政治的危機の引き金にもなっている。
2009年5月に、18歳の下着モデルのノエミ・レティツィア（Noemi Letizia）との親密な関係が発覚した、更には2009年7月頃、「ブンガブンガ・パーティー」と呼ばれる乱交パーティーにおいて42歳のパトリツィア・ダダリオ（Patrizia D'Addario）を相手に買春した疑惑が浮上した結果、妻のヴェロニカ・ラリオから三行半を突きつけられ、毎月350万ユーロ（日本円で約4億6000万円）の生活費を請求されていることが報じられたとしてイタリアのみならず世界各国で報道が過熱した。
さらに2011年には、2010年に自宅で開催された「ブンガブンガ・パーティー」における17歳のモロッコ人のカリマ・エル・マフルーグとの売春と、犯罪を起こしてミラノ警察に逮捕されたエル・マフルーグの保釈を当局に働きかけたとして、少女買春と職権乱用の罪状で起訴されることとなった。
また、これに先立つ2009年1月には、イタリアで多発するレイプ事件に関して対策を議会から求められたとき「イタリアには可愛らしい女の子がたくさんいるから、レイプをなくすことは無理だ」と発言した。また批判に関しては、「イタリア人女性を褒めただけ」と述べた。
2006年4月には、チャットガールに自分と政敵のプローディについてどう思うか尋ね、党員に「9人のチャットガールのうち7人の若い女の子が私のほうが好きだと言ってくれたんだよ。これはすごいニュースだろう」と報告していた。その日の新聞各紙の見出しは経済危機に関する問題（税金、あるいは公共支出）によって占められると思われていたが、ベルルスコーニ首相の赤裸々な告白が各紙の見出しを占領してしまった。一方、プローディ陣営のあるメンバーは、「首相をおだてたチャットガールたちは、エロチャットに電話をかけてきた必死な男を担ぎ上げただけでしょう」と話した。

## 評価

### 政治姿勢
2度目の政権においては、失業率の改善など経済の漸進的な回復を背景に5年の長期にわたって政権を維持、2008年には再度政権返り咲きを果たした。3度にわたる政権担当期間の合計は9年に及ぶが、これは連続して7年余り首相職にあったアルチーデ・デ・ガスペリの在職日数を大きく超えて戦後イタリアで最長である。中小政党が乱立し政権基盤が不安定で短命に終わりがちだったイタリア内閣史においては例外的な強いリーダーを体現している。90年代の政界進出以降、曲折を経ながらも乱立していた右派勢力の結集に成功（現在は自由の人民（自由国民党））、対応する形で左派もオリーブの木、ルニオーネ、民主党など様々な形を取りながら概ね統一勢力として右派と対峙した結果、ベルルスコーニ時代にイタリア政治は長年の小党分立時代を脱し、2008年の総選挙では中小政党の多くが壊滅、実質的な二大勢力時代に入っていった。
他方で圧倒的なメディア支配力と資金力を背景にした強圧的な政治姿勢には、「独裁的である」との批判が内外から寄せられている。再び政権について以降は、メディアセットの競合となる国営放送「RAI」に対しても影響力を行使しようと画策した。2002年にはメディアセット社が、民放1局を衛星放送に切り替えるように憲法裁判所から判決を下されたものの、翌2003年12月にいわゆるガスパリ法案が議会で可決する。メディア寡占規制が緩和されると同時に、国営放送RAIは分割民営化されることになると見られていた。しかし、イタリア内外で非難を浴びたため、カルロ・アツェリオ・チャンピ大統領は署名を拒否し、法案を下院に差し戻した（参照：イタリア共和国憲法）。「ロッジP2」のメンバーであったこと、マフィアや極右勢力との人脈も度々報道されている。

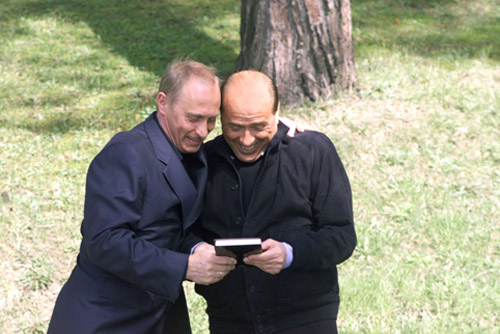
ウラジーミル・プーチンと談笑するベルルスコーニ

「マーガレット・サッチャーを尊敬する」と語る通り、自身も新自由主義の政治家に分類され、国民の多くが反対する中でもイラク戦争を支持して派兵するなど、EU内でも際立った親米姿勢を示した。同時代の政治家ではフランス大統領のニコラ・サルコジと親しく、サルコジがベルルスコーニを「手本である」と称賛する一方、ベルルスコーニはそれぞれの政権獲得で互いに真っ先に電話連絡する仲であると認めており、移民問題や財政においてEUの基本政策に懐疑的であるなど政策的にも共通点が多いため、EUでは両者の結び付きによる発言力の高まりに懸念を示す声も出た。
ワンマン政治家という特徴が一致するロシアのウラジーミル・プーチン大統領とも親しい間柄であり、欧州各国が懸念を示すロシアのチェチェン政策にも比較的寛容だったほか、2008年夏の南オセチア紛争においても、対露批判を微妙に抑えた言動を見せるなど、独自の外交路線を示している。
日本に対しては2005年10月19日に来日する予定であったが、2006年4月9日、10日投票のイタリア総選挙の準備のため、来日をキャンセルした。しかし、2008年5月にイタリア首相に復帰したことにより、7月の主要国首脳会議（洞爺湖サミット）に出席するために初来日した。なお、2008年に福田康夫がイタリアを訪問したが、国際連合食糧農業機関（FAO）本部で開催の食糧サミットの参加のための非公式訪問である。

### スポーツ振興
ベルルスコーニは政治家としてだけでなく、サッカークラブのACミラン会長・オーナーとしての側面も持っている。ミランはそれまですこぶる低迷していたが、元々このクラブのファンであったベルルスコーニの会長就任後、セリエA3連覇や、UEFAチャンピオンズリーグでの5度の優勝など、20年以上にわたってイタリアはもとより欧州でも屈指の強豪クラブを作り上げた。また、毎年8月に父親の名を冠したルイジ・ベルルスコーニ杯という大会が開催されている。さらに、クラブのオフィシャルソングの作曲も手掛けている。
2008年5月9日、3度目の首相就任に伴って会長職を退任した。オーナー職には引き続きとどまっていた。2012年3月30日、ACミラン名誉会長に就任。2017年4月13日、ベルルスコーニはACミランを中国企業のコンソーシアムに売却して「私はACミランの一番のファンを続けるだろう。新しいオーナー陣の成功を願う」と述べた。
2018年9月にSSDモンツァ1912の買収を発表。CEOにはACミラン時代と同じくアドリアーノ・ガッリアーニが就任し再びオーナーとCEOとしてタッグを組んだ。買収当時はイタリア3部リーグにあたるセリエC所属だったが、2021-2022シーズンにはセリエBの昇格プレーオフを勝ち抜き、クラブ史上初のセリエA昇格を決めた。

## 物議を醸した発言

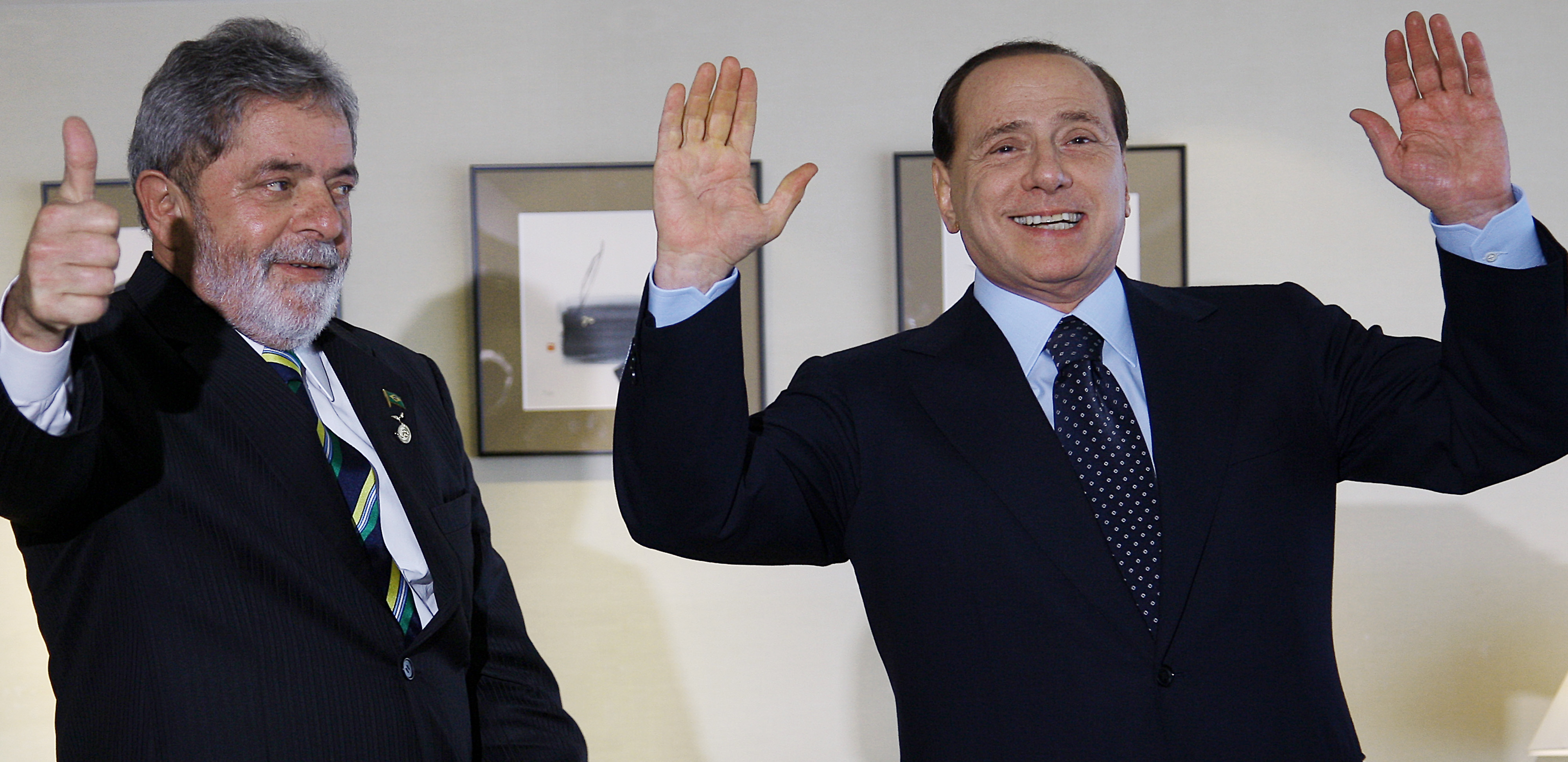
ブラジル大統領ルイス・イナシオ・ルーラ・ダ・シルヴァとベルルスコーニ

非常に陽気であり、冗談を言うことが好きな性格である。また饒舌な語り口による演説を得意とし、学者や官僚出身の政治家と異なり親しみやすい態度を見せることで資産家でありながら労働者階級に絶大な人気がある。一方で周囲に無配慮な発言も多く、批判の対象ともされる。
- アメリカ同時多発テロ事件の直後には「まず我々は、西洋文明がイスラム圏のそれより優れているということを肝に銘じておく必要がある。残念ながらムスリムは1400年前の価値観に留まっており、西洋世界はムスリムや共産主義者にはない、自由を愛する原則と価値観を護らねばならない」と発言して物議を醸した。
- "con la sinistra al potere, miseria terrore e morte"（左翼が権力を握ると悲惨、恐怖、死が来る）と主張し、一方でイラクのサッダーム・フセイン大統領と比較して「ムッソリーニは政敵を殺したり引退させたりしなかった。離島に追放しただけ」と発言した（実際、ヒトラーやフセインと比較して、ムッソリーニが政治犯を処刑する事は殆どなかった）。イタリア国内でイラク戦争はほとんど支持されていないのに、あえてその方針をとったことに対して聞かれると「アメリカに逆らうことは自殺に等しい」と率直に答えた。
- 2003年7月：EU議長国の演説で、ベルルスコーニを批判したドイツのマルティン・シュルツ議員に対し、「私はナチス時代のドイツの強制収容所に関する映画の製作者を知っています。あなたを看守役に提案しましょう。あなたならピッタリだ」と発言した。
- 2005年：フィンランドのスモークトナカイについて「パルマ産のハムのほうが比べ物にならないほど美味い」と発言し、フィンランド人を怒らせた。なお2008年、アメリカで行われた料理の国際コンペティションで、フィンランドのピザがイタリアをおさえ優勝したが、このピザレストラン・コティピザは、トナカイを使ったピザに「ベルルスコーニ」と名づけている。
- 2006年3月25日：「毛沢東時代の中国で、共産党は赤ん坊を煮て肥料にした」と発言[74]。中華人民共和国から抗議をされたが謝罪を拒否した。
- 2006年4月：総選挙を前に「わたしは我慢強い犠牲者。この身を投げ出し、すべての人々のために犠牲になる自分はまるでイタリア政界のイエス・キリストのようだ」と述べた。先日、自身をフランス皇帝のナポレオン・ボナパルトと比較し、話題になった矢先のことだった。
- 2008年4月15日：記者会見で、スペインの閣僚の過半数が女性になったことに対して「ピンクすぎる。イタリアではありえない。イタリアは優秀な男性であふれているし、閣僚にふさわしい有能な女性を見つけるのは容易ではない」と発言。

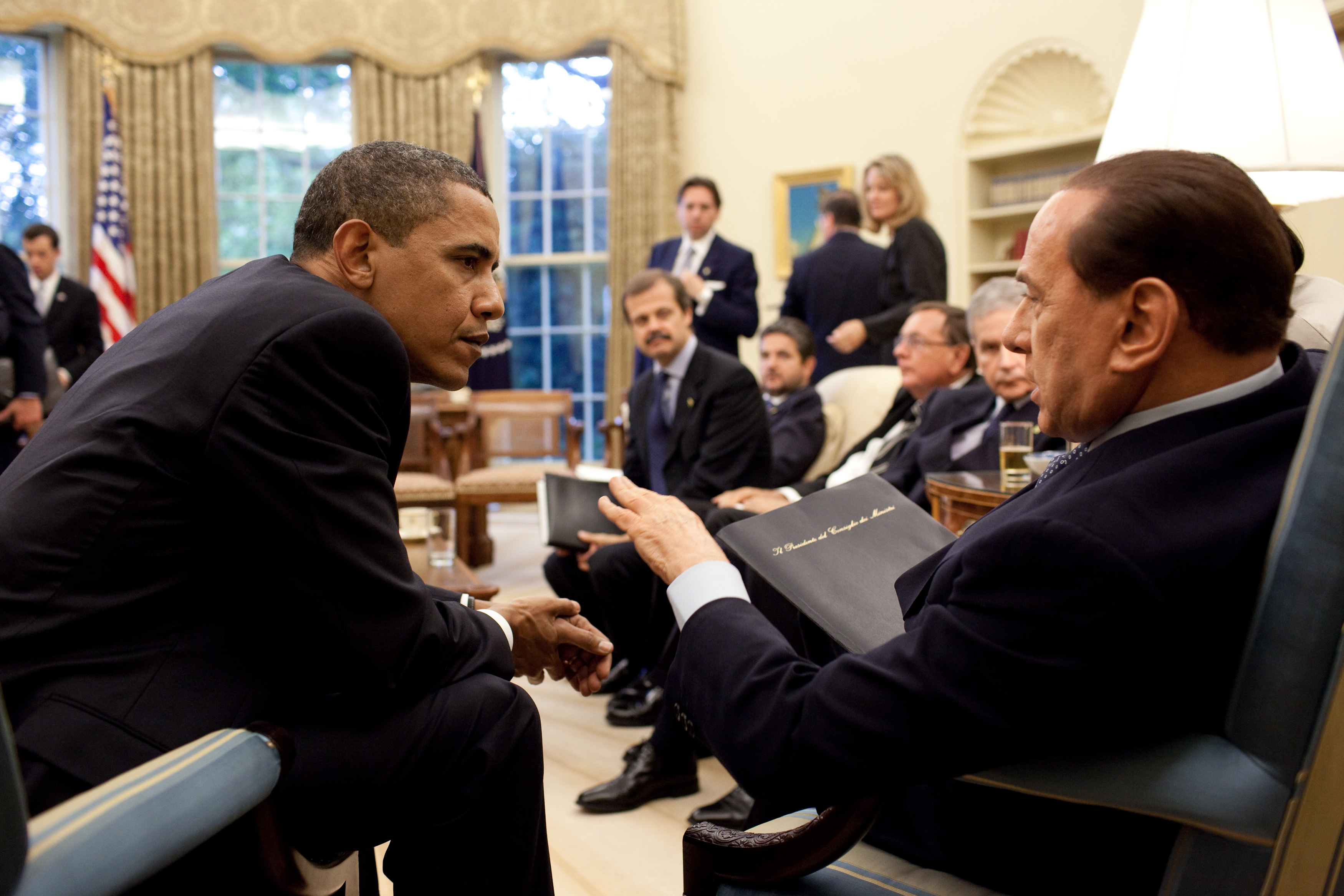
アメリカ合衆国大統領のバラク・オバマと

- 2008年11月6日：ロシア訪問中の記者会見で、2日前にバラク・オバマがアメリカ大統領選に勝利した話題に触れ「メドベージェフがロシアの大統領になり、他方オバマがアメリカのトップになったということは、とてもいいターニングポイントです。これが相互関係をより容易くすることは間違いありません。私は大統領（メドベージェフ）にオバマが彼と合意に至るに際し、必要な条件をすべて兼ね備えているということを申し上げました。オバマは若く、ハンサムで、そして日焼けまでしています。ですから高度な協力関係に発展するでしょう」と述べた。その際、イタリア人関係者は大笑いし、隣に座っていたメドベージェフも笑っていた。この会見で、メドベージェフ大統領は重要なエネルギー問題について述べたが、ベルルスコーニのコメントにより、メディアには完全にスルーされてしまった。その後、野党からは「良くても配慮に欠ける発言、悪ければ人種差別だ」と批判された[75]。
- 別の場面で失業者のことに関して意見した際、その発言の趣旨がオバマ大統領のものと似ていることを記者に指摘され、彼との違いを際立たせるために、「私の方が色は白い。まあ、長いこと日光浴してませんから。オバマのほうが私よりもハンサムで若く、背も高い」と述べた。
- 2009年9月27日：演説で「アメリカの誰かから祝電が届いております。何て名前だったっけ? あの日焼けした男。ああ、バラク・オバマだ!」と、再び「日焼け」という言葉を使った。また、ミシェル・オバマ大統領夫人に関しても「君たちは信じないだろうけど、2人でビーチに行ったんだ。なぜなら奥さんも日焼けしているからね」と語った。なお、同月に行われたG20ピッツバーグ・サミットの開幕レセプションで、ミシェル夫人は多くの首脳とキスや抱擁を交わしてあいさつしたが、ベルルスコーニには握手だけで対応した[76]。
- 後日、上記の”日焼け発言”について自身を批判した人たちを「大馬鹿者」と呼び、あれは「ほめ言葉」だったと反論した。そして、「われわれは皆、オバマのような日焼けに憧れている」と発言した。
- フランスのサルコジ大統領の夫人カーラ・ブルーニがイタリア系であることを挙げ、サルコジに対し「あなたの妻は私があげた」と発言した。ベルルスコーニと極めて親しい関係にあるサルコジも、さすがに不愉快そうだったという。
- 2009年4月：イタリア中部地震発生の際、家を失くした人々の被災者キャンプを見て、「キャンピングホリデー」と発言し、被災者の怒りを買った。また被災者キャンプで医療活動に従事していた女性医師に対し「あなたからの蘇生措置なら喜んで受ける」と言い、そこにいた黒人牧師に対し「あなた、いい感じに日焼けしてますね」と発言した。
- 2010年11月2日：ミラノで開催中のバイクフェアで「ゲイになるより、美しい少女が好きな方がいい」とスピーチ。同性愛者の権利団体から抗議されたほか「同性愛者と女性の両方を侮辱している」として数十人が首相官邸前でデモを行う騒ぎとなった[77]。
- 2013年11月6日：同日に公開されたインタビューで「私の子供たちは、ドイツのヒトラー政権下のユダヤ人家族のように感じていると私に言った。世界全体が私たちにつらく当たっている」と述べた[78]。

## 家族

元妻のヴェロニカ・ラリオ

前妻カルラ・デッローリオとの間に長女マリア・エルヴィラ（通称マリーナ）と長男ピエル・シルヴィオ・ベルルスコーニ、2度目の妻ヴェロニカ（本名:ミリアム・ラッファエッラ・バルトリーニ。元女優で「ヴェロニカ・ラリオ」の芸名で活動していた。）との間に次女バルバラ、三女エレオノーラ、次男ルイージ・ベルルスコーニがいる。
2012年から、49歳年下の元ショーガール、フランチェスカ・パスカーレと交際していた。

## 関連文献
- 村上信一郎『ベルルスコーニの時代　崩れゆくイタリア政治』岩波新書、2018年